# Ratusz we Frankfurcie nad Odrą

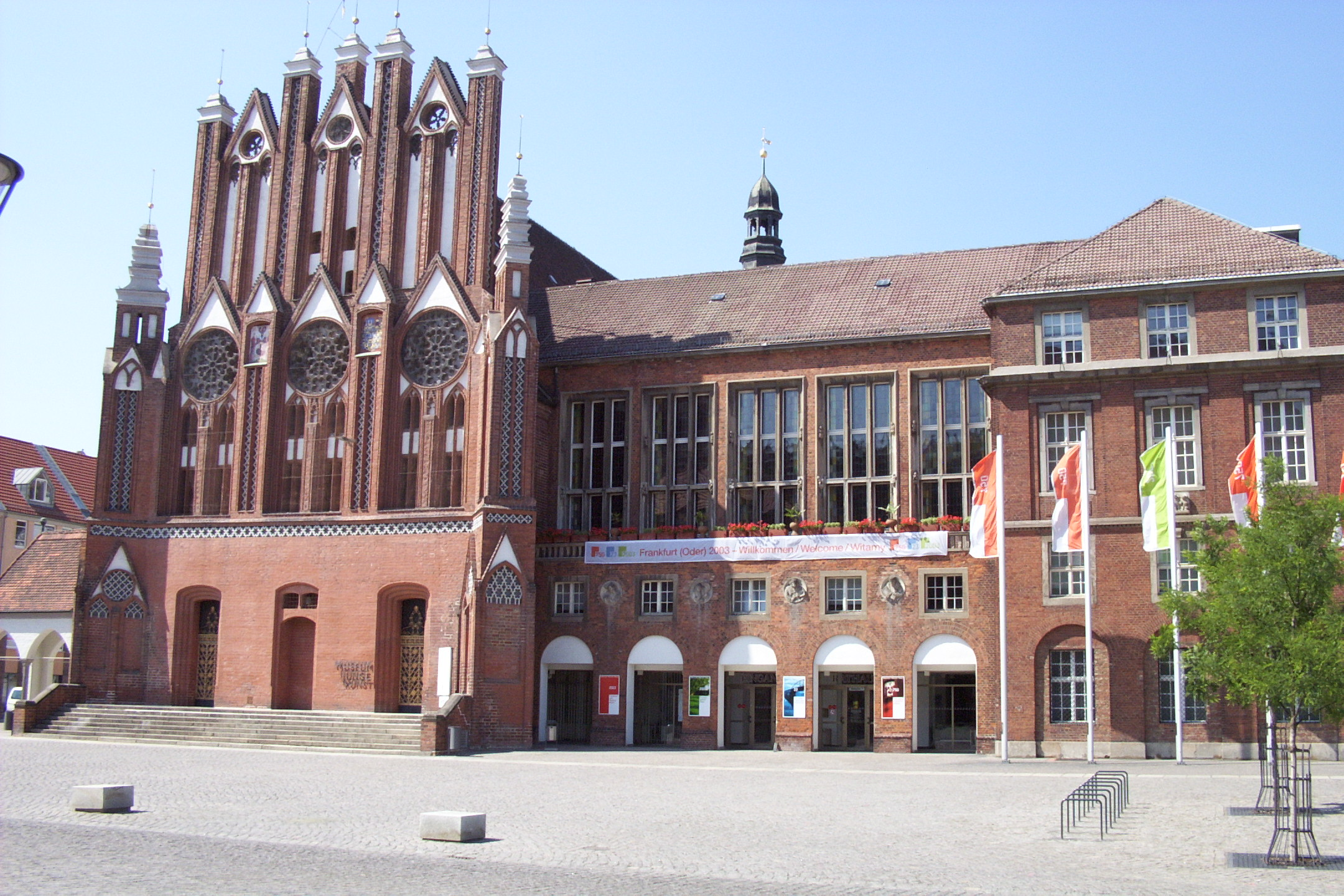
Ratusz (2006)

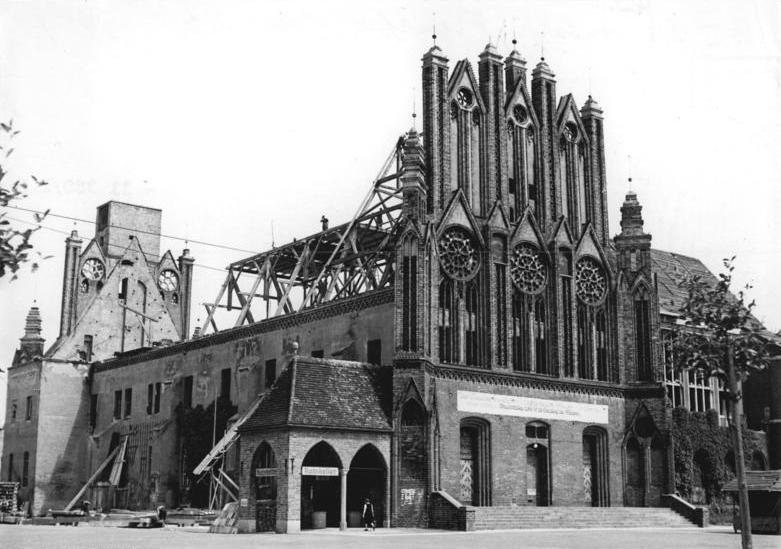
Ratusz (1951)

Ratusz we Frankfurcie nad Odrą (Rathaus Frankfurt (Oder)) – został wzniesiony w północnoniemieckim stylu ceglanego gotyku w 1253, wraz z chwilą przyznania Frankfurtowi nad Odrą praw miejskich.

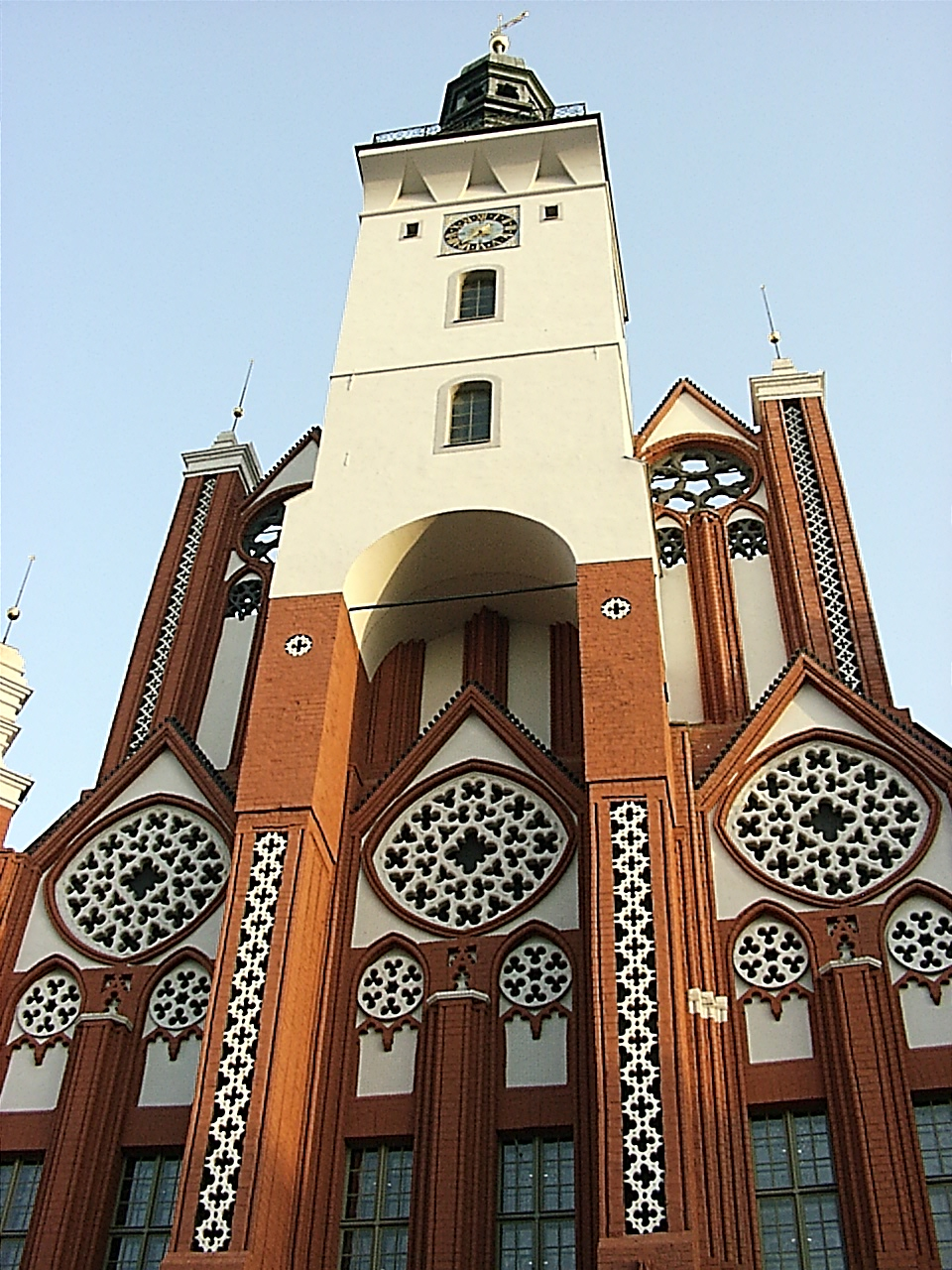
Wieża przy północnej ścianie ratusza

## Opis
Budynek wybudowano jako dwupiętrowy, z halą kupiecką w centralnej części, jak również z izbą radnych i podcieniami, pod którymi obradował lokalny sąd.
Południowa ściana szczytowa powstała w II połowie XIV wieku. Od 1454 na tejże ścianie widnieje pozłacany śledź, który symbolizuje ówczesne szerokie kontakty Frankfurtu nad Odrą z innymi państwami hazeatyckimi, szczególnie w handlu rybami.
W latach 1607–1609 włoski budowniczy Paglion dokonał renesansowej przebudowy budynku.
W piwnicach ratusza znajduje się lokal Ratskeller, w którym swoją siedzibę ma kabaret Oderhähne. Na pozostałych kondygnacjach znajdują się administracja miejska, a także Galeria Sztuki Współczesnej (Galerie Junge Kunst), wchodząca w skład Miejskich Muzeów Sztuki Współczesnej i Viadriny.